# Phytodietus ronaldi
Phytodietus ronaldi är en stekelart som beskrevs av Ian D. Gauld 1997. Phytodietus ronaldi ingår i släktet Phytodietus och familjen brokparasitsteklar. Inga underarter finns listade i Catalogue of Life.